# Bano Qudsia
Bano Qudsia ( en urdu: بانو قدسیہ‎  28 de noviembre de 1928 – 4 de febrero de 2017), también conocida como Bano Aapa, fue una novelista, dramaturga y espiritualista  paquistaní. Su literatura la escribió principalmente en urdu, produjo novelas, obras de teatro y cuentos. Qudsia es mayormente reconocida por su novela Raja Gidh.  Qudsia también escribió para televisión y teatro tanto en urdu y como en punjabi . Su obra Aadhi Baat ha sido reconocida como "una obra clásica". Bano Qudsia murió en Lahore el 4 de febrero de 2017.

## Vida personal
Bano Qudsia nació el 28 de noviembre de 1928 en Firozpur, India británica, como Qudsia Chattha en una familia musulmana Jat.Sobre su familia, su padre se licenció en Agricultura, su madre también se licenció y fue inspectora escolar en la India británica; su hermano Pervaiz Chattha fue pintor. Emigró a Lahore con su familia después de la partición de la India. Se graduó en el Kinnaird College de Lahore, para después entrar a la Government College University (Lahore) (GCU) y obtener su maestría en 1951 sobre literatura urdu.
Qudsia se casó con el escritor Ashfaq Ahmed, a quien había conocido en su época universitaria en la Government College University (Lahore).La pareja fue considerada como inseparable.

## Obras literarias
Su novela Raja Gidh (El rey buitre) es considerada un clásico del urdu moderno. Entre sus escritos más destacados se encuentran Aatish-i-zer-i-paa, Aik Din (Un día), Asay Pasay (Money like this), Chahar Chaman, Chhotaa Sheher Baray Log (La villa Baray), Footpath ki Ghaas (Pavement grass), Haasil Ghaat y Hawa Kay Naam. Sus obras más conocidas incluyen Tamasil, Hawa ke Naam, Seharay y Khaleej.
Aadhi Baat, es su obra más aclamada por la crítica. Trata sobre un director jubilado, examinando los problemas de su vida cotidiana, siendo Qavi Khan el personaje principal. En su puesta en escena, la directora de la obra fue Agha Nasir y fue producida por Tauqeer Nasir . Aadhi Baat se presentó en mayo de 2010 en Islamabad en un evento de tres días organizado por el Consejo Nacional de las Artes de Pakistán. Ashfaq Ahmed, su esposo, murió en 2004, dejando incompleta su autobiografía titulada Baba Saheba; Qudsia completó la biografía y la segunda parte se publicó como Rah-i-Rawaan . El contraste entre los estilos narrativos de la pareja es evidente en estos dos libros. Mientras que la primera mitad es considerada por los críticos "provocadora, lúcida y absolutamente fascinante", la segunda mitad transmite un sentimiento de tristeza. Qudsia le concedió crédito a Ahmed por haberla transformado después de su matrimonio y finalmente permitirle dedicarse a escribir. La novela de Qudsia Raah-e-Rawaan fue publicado en 2011. Es una mirada analítica al pensamiento filosófico de Ashfaq Ahmed y la forma en que se relaciona con ciertos aspectos de la vida misma. Qudsia siempre mostró el mayor respeto por su marido, Ashfaq Ahmed, y parece colocarlo en un muy alto pedestal. Sin embargo, afirmó no lograr llegar a comprender al hombre con el que convivió durante más de cinco décadas. Por lo que su intento por escribir la biografía de Ashfaq Ahmed la llevó más allá de escribir sobre "una persona", y comenzó a escribir sobre su ascendencia, su familia, incluidos su abuelo, su padre, sus tíos, sus hermanos, sus hermanas y sus hijos, para poder lograr comprender plenamente el enigma que era Ashfaq Ahmed.
La novela de Qudsia, Haasil Ghaat, se publicó en 2005 y destacó por su estilo expresivo, pero fue criticada por el constante uso de jergas en inglés distintas de su narrativa tradicional urdu habitual. Sin embargo, logró que el idioma se hiciera popular entre otros escritores futuros.
Bano Qudsia también escribió un libro sobre Qudrat Ullah Shahab titulado "Mard-e-Abresham". El libro retrata principalmente la vida de Shahab y cómo estaba conectada con Ashfaq Ahmed y su familia tanto a nivel social como espiritual.Baba Mohammad Yahya Khan se inspiró mucho en Maa jee Bano Qudsia y Baba jee Ashfaq Ahmed.

## Muerte
Bano Qudsia murió el 4 de febrero de 2017 en el Hospital Ittefaq de Lahore a la edad de 88 años. Su hijo Aseer Ahmed informó su muerte aconteció aproximadamente a la hora de las oraciones del Magreb (después del atardecer). Fue enterrada en Lahore el 5 de febrero y se llevaron a cabo servicios de oración en Model Town, Lahore.

## Premios y reconocimientos
En 1983, Qudsia recibió la Sitara-i-Imtiaz (Estrella de Excelencia) por parte del Gobierno de Pakistán. En 1986 recibió el PTV Best Writer Award, al mejor escritor.En 2010, el gobierno paquistaní le otorgó el Hilal-i-Imtiaz (Media Luna de Excelencia ) por sus servicios en literatura.En 2012, la Academia de Letras de Pakistán (PAL) otorgó a Qudsia el premio Kamal-e-Fun, por su trayectoria. De igual forma, en su premiación anual la Old Ravians Union de GCU (GCU-ORU) premió su trayectoria en 2016. El mismo año, Fundación Pakistan Life Care (PLCF) también otorgó un premio por su trayectoria.
El 28 de noviembre de 2020, Google celebró su 92 cumpleaños con un Google Doodle.

## Libros

#### Dramas
- Chota Shehar Baray Log ISBN 9-69351-998-1
- Phir Achanak Youn Hua ISBN 9-69351-823-3
- Lagan Apni Apni ISBN 9-69351-533-1
- Aadhee Baat ISBN 9-69351-139-5
- Foot Paath Ki Ghaas ISBN 9-69351-086-0
- Aasay Paasay
- Tamaseel
- Hawa kay Naam
- Dusra Qadam
- Sidhran
- Suraj Mukhi
- Piya Nam ka Diya

#### Novelas
- Raja Gidh ISBN 9-69350-514-X
- Aik Din ISBN 9-69350-508-5
- Haasil Ghaat ISBN 9-69351-496-3
- Shehr-e-la'zawaal – Abaad Weeranay ISBN 9-69352-441-1
- Purwa
- Moom ki Galiyan
- Shehr-e-Bemisaal
- Tauba Shikan

#### Cuentos
- Hijraton Kay Darmiyan ISBN 9-69352-366-0
- Dast Bastaa ISBN 9-69351-324-X
- Aatish e Zeer Pa
- Amar Bail
- Dusra Darwaza
- Baz Gasht
- Na Qabil e Zikr
- Samaan e Wajood
- Tawaja ki Taalib
- Kuch Aur Nahi

#### Biografías
- Rah-e-Rawaan ISBN 9-69352-315-6
- Mard-e-Abresham